# Schneisingen
Schneisingen (toponimo tedesco) è un comune svizzero di 1 396 abitanti del Canton Argovia, nel distretto di Zurzach.

## Monumenti e luoghi d'interesse

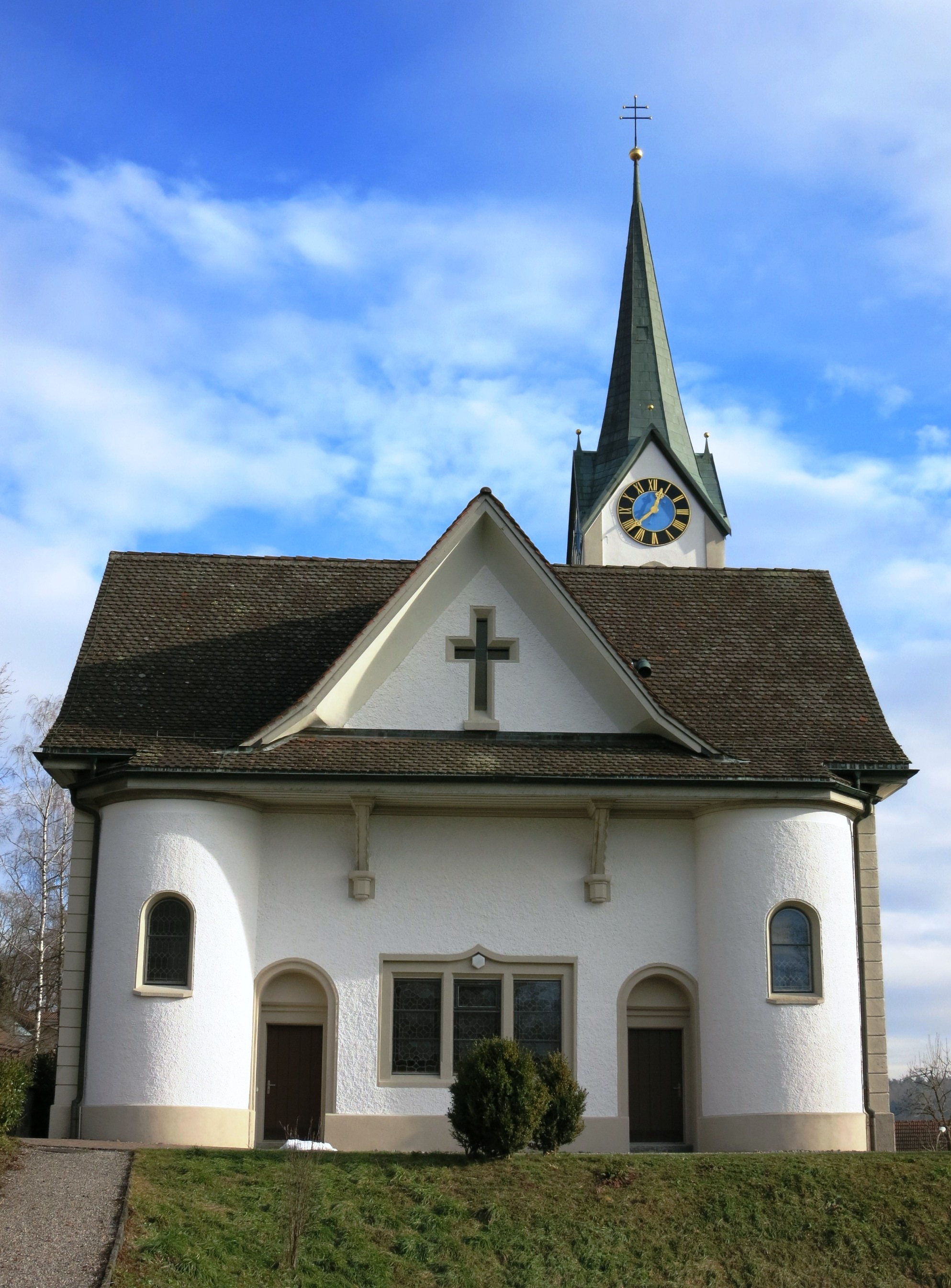
La chiesa cattolica di San Nicola

- Chiesa cattolica di San Nicola, eretta nel 1523[1].

## Società

### Evoluzione demografica
L'evoluzione demografica è riportata nella seguente tabella:
Abitanti censiti

## Geografia antropica

### Frazioni
- Hüniken
- Mittelschneisingen
- Oberschneisingen
- Unterschneisingen
- Widen